# Psittacanthus claviceps
Psittacanthus claviceps är en tvåhjärtbladig växtart som först beskrevs av August Heinrich Rudolf Grisebach, och fick sitt nu gällande namn av August Wilhelm Eichler. Psittacanthus claviceps ingår i släktet Psittacanthus och familjen Loranthaceae. Inga underarter finns listade i Catalogue of Life.